# Neopatrimonialismo
Neopatrimonialismo é uma doutrina contábil que ajuda a interpretar os fenômenos sociais e econômicos das entidades, relacionando estes fenômenos com o patrimônio.
Segundo o professor Antônio Lopes de Sá, é "a moderna corrente doutrinária científica que tem por objeto, o estudo do Patrimônio dos empreendimentos humanos sob a finalidade da Prosperidade destes". 
Ela tem origem do Patrimonialismo, de Vincenzo Masi.
A corrente neopatrimonialista no Brasil começou no século XX, com a reunião de intelectuais da Contabilidade, em Minas Gerais, pelos professores Valério Nepomuceno, Marco Antônio Amaral Pires e Pedro Onofre Fernandes.